# Belo Horizonte (microregio)
Belo Horizonte is een van de 66 microregio's van de Braziliaanse deelstaat Minas Gerais. Zij ligt in de mesoregio Metropolitana de Belo Horizonte en grenst aan de microregio's Pará de Minas, Sete Lagoas, Itabira, Ouro Preto, Itaguara en Divinópolis. De microregio heeft een oppervlakte van ca. 5.820 km². In 2006 werd het inwoneraantal geschat op 4.867.529.
Vierentwintig gemeenten behoren tot deze microregio:
- Belo Horizonte
- Betim
- Brumadinho
- Caeté
- Confins
- Contagem
- Esmeraldas
- Ibirité
- Igarapé
- Juatuba
- Lagoa Santa
- Mário Campos
- Mateus Leme
- Nova Lima
- Pedro Leopoldo
- Raposos
- Ribeirão das Neves
- Rio Acima
- Sabará
- Santa Luzia
- São Joaquim de Bicas
- São José da Lapa
- Sarzedo
- Vespasiano

Mesoregio's: Campo das Vertentes · Central Mineira · Jequitinhonha · Metropolitana de Belo Horizonte · Noroeste de Minas · Norte de Minas · Oeste de Minas · Sul e Sudoeste de Minas · Triângulo Mineiro e Alto Paranaíba · Vale do Mucuri · Vale do Rio Doce · Zona da Mata

Microregio's: Aimorés · Alfenas · Almenara · Andrelândia · Araçuaí · Araxá · Barbacena · Belo Horizonte · Bocaiuva · Bom Despacho · Campo Belo · Capelinha · Caratinga · Cataguases · Conceição do Mato Dentro · Conselheiro Lafaiete · Curvelo · Diamantina · Divinópolis · Formiga · Frutal · Governador Valadares · Grão Mogol · Guanhães · Ipatinga · Itabira · Itaguara · Itajubá · Ituiutaba · Janaúba · Januária · Juiz de Fora · Lavras · Manhuaçu · Mantena · Montes Claros · Muriaé · Nanuque · Oliveira · Ouro Preto · Pará de Minas · Paracatu · Passos · Patos de Minas · Patrocínio · Peçanha · Pedra Azul · Pirapora · Piumhi · Poços de Caldas · Ponte Nova · Pouso Alegre · Salinas · Santa Rita do Sapucaí · São João del-Rei · São Lourenço · São Sebastião do Paraíso · Sete Lagoas · Teófilo Otoni · Três Marias · Ubá · Uberaba · Uberlândia · Unaí · Varginha · Viçosa